# Pouvoirs (roman)
Pour les articles homonymes, voir Pouvoir.
Pouvoirs (titre original : Powers) est un roman de médiéval fantastique de la romancière américaine Ursula K. Le Guin publié en 2007 et traduit en français en 2011. Il a obtenu le prix Nebula du meilleur roman en 2008. Il constitue le troisième tome de la trilogie Chronique des rivages de l'Ouest.
Ce roman fantastique et réaliste est complexe dans son déroulement. Son auteur Ursula Le Guin invente et présente de nombreux personnages qui évoluent dans une cartographie inédite de contrées, de fleuves, de villes nouvelles, avec tout un vocabulaire insolite et parfois animiste, ainsi que dans des sociétés originales avec des rapports entre hommes et femmes reliées à l’esclavage. Gavir qui est son personnage principal passe de l’enfance à l’âge adulte dans le temps du livre. C’est un antihéros soumis et exposé à des épreuves multiples mais qui devient rebelle en découvrant progressivement ses mystérieux pouvoirs. C’est pourquoi la continuité de cette œuvre demande un long résumé pour en suivre, expliquer et comprendre les péripéties, les combats et les révélations successives.

## Résumé

### Première partie:Dans la Maison d’Arcamand
La première partie est l’histoire de l’enfance de Gavir qui a douze ans, et de sa sœur Callo qui en a treize ou quatorze. Au début Gavir raconta à sa sœur sa vision d’une armée ennemie qui entrait par surprise dans la cité d’Étra pour l’envahir. Callo lui dit qu’il a peut-être des visions de l’avenir mais qu’il ne doit pas parler de ce pouvoir qui est interdit et qui fait peur. Ils sont tous deux des esclaves de famille de la grande Maison d’Arcamand qui fait partie des Cités-États des Rivages de l’Ouest. Le rigide système des castes régit la famille d’Arca qui est dirigée par le Père et la Mère à Étra où les Ancêtres sont pieusement vénérés. Yaven et son cadet Torm sont les fils de la famille. Tib et Hoby sont d’autres enfants esclaves qui sont seulement des esclaves de la maison moins capables d’être éduqués. Everra est lui-même un ancien esclave devenu érudit et leur professeur qui leur a appris à lire, à compter, et à réciter Les moralités de Trudec. Il prône l’« ancien temps » et les « vieilles habitudes », et la confiance envers les grandes maisons qui ne maltraitent pas leurs esclaves, les nourrissent et les enseignent. Cette confiance totale d’Everra envers les règles immuables des maisons lui fait rejeter les « poètes modernes » qui pensent autrement. Gavir est doué d’une parfaite mémoire pour les épopées et les contes d’Everra qu’il apprend par cœur facilement et son professeur voit en lui un futur enseignant érudit qui le remplacera ensuite.
Torm le fils cadet de famille veut être militaire et il fait jouer aux soldats les enfants esclaves, mais c’est tout à fait interdit dans la maison. Le Père l’apprend et fait brûler tous les arcs, épées en bois et boucliers. Torm se met dans des colères terribles incontrôlables et en classe il jette en l’air un petit qui rit de lui et qui gravement blessé à la tempe en meurt ensuite. Hoby, l’esclave de maison, devient l’ombre mauvaise de Torm. Il est né le même jour que Torm et sa mère, une fille-don mise enceinte par le Père, a été vendue à sa naissance pour éviter des problèmes de paternité, mais Hoby est resté protégé de son père. Hoby, turbulent et dernier de la classe d’Everra,  ne supporte pas Gavir qui en est le meilleur et qu’il jalouse. Il surprend et agresse Gav sans cesse, jusqu’à le plonger plusieurs fois dans le puits jusqu’à la suffocation. Mais Gavir s’en sort et ne le dénonce pas. Yaven l’aîné des fils, devient amoureux de Callo qu’il finit par épouser avec l’accord de la famille. Une armée ennemie envahit par surprise la cité d’Étra et est vaincue finalement, et cet évènement valide la vision initiale prémonitoire de Gavir. Yaven est ensuite envoyé dans l’armée des Cités-États pour devenir officier, tandis que Torm protégé par son père est seulement mis sous la direction ferme d’un maître d’escrime arrivé dans la maison.

### Deuxième partie:Dans la forêt de Daneran
Dans la deuxième partie du roman, Torm aidé de Hoby enlèvent en calèche et ligotent Callo et une jeune esclave vierge pour les conduire jusqu’au domaine proche de Runda appelé les Puits Chauds. Ce domaine est celui du fils d’un sénateur très puissant dans le gouvernement d’Étra, ce qui flatte le père de la Maison d’Arcamand. Torm et Hoby livrent leurs otages et prisonnières aux fils de familles dévoyés qui sont les compagnons d’orgie et de débauche du fils du sénateur, et qui ont droit de vie et de mort sur les esclaves quels qu’ils soient. Callo en est victime, elle est blessée puis noyée dans le bassin des Puits Chauds. Callo lui avait dit « Je sens l’avenir. Et ce que je sens j’en suis sûre. Nous autres gens des Marais nous avons des pouvoirs ! ». Gavir l’a sus-morte avant qu’Everra l’appelle en lui parlant d’un terrible accident et en déplorant les crises de démence de Torm. La Mère comprit que Gavir devait quitter la maison et lui donna une aumônière pleine d’argent. Il s’enfuit de la maison qui avait trahi sa confiance en laissant mourir sa sœur.
Gav en habit blanc de deuil, s’enfuit au hasard par des chemins de plus en plus impossibles à pratiquer et après avoir erré, désespéré, il finit par ne plus se nourrir et est proche de mourir de faim. Il arrive alors sans le savoir près d’une rivière au pied d’une colline, tout près de l’entrée d’une caverne cachée qui est celle de Cuga le Fou. Celui-ci pense avoir été épié par lui pour le voler, et il assomme Gavir en l’entraînant dans sa grotte sale et enfumée où son chien Gardien vient se lover contre lui. Ensuite, Cuga a peur d’avoir presque tué un enfant qui est un esclave en fuite. Il le fait boire et le nourrit jusqu’à ce qu’il récupère son corps et ses esprits. Cuga est traité d’ermite et de sauvage et il fuit les fermiers autant que les esclaves marrons en fuite qui se trouvent plus au nord dans la forêt profonde. « Vous êtes le maître de Cugamand » dit Gavir à Cuga qui en est ravi et éclate de rire. Cuga lui dit ensuite de reprendre la route pour éviter l’hiver et de partir dans la grande forêt de Daneran. Gav lui donne son aumônière pleine d’argent et Cuga l’accompagne jusqu’à allumer un feu puis de repartir. Les hommes des bois le rejoignent bientôt au matin, armés d’arcs courts et de longs couteaux. Gav promet aux deux chefs de ne pas s’enfuir et il est accepté dans leur petite communauté. Il devient un bon pêcheur en leur ramenant des poissons. Puis le soir à la veillée il se rappelle des épopées lues et apprises par cœur dans la bibliothèque d’Arcamand, et chaque soir il leur récite et les tient en haleine avec ses histoires épiques. Mais les deux chefs à qui il a promis fidélité ne s’intéressent pas à ses récits et ses contes et ils n’apprécient  pas de voir leur autorité remise en cause. Un soir il prononce à voix haute des strophes d’un nouveau poète appelé Orrec Caspro. Un vieil esclave guérisseur et rebouteux qui l’avait soigné avant à Étra lui avait secrètement donné son seul exemplaire des Cosmologies qui est le livre interdit d’Orrec Caspro. La fin d’une des strophes de ce poète se termine par « L’âme t’appelle - Sois notre jour - et notre flamme. Liberté ! » Ce mot de Liberté pour les esclaves de famille est un symbole de révolte, comme aussi pour les hommes des bois et encore pour ceux d’une communauté plus vaste d'esclaves libres qui vivent au nord de la forêt dans le Cœur de la forêt du pays de Barna.
Gavir finit par répartir de nuit au nord avec deux de ses compagnons, pour fuir l’autorité des deux chefs des hommes de la forêt qu’il ne supporte plus. Il est introduit auprès de Barna, le colosse barbu et roux qui est le fondateur de sa grande cité du Cœur de la forêt faite de maisons en bois habitées par d’anciens esclaves devenus libres. Barna l’accepte dans son village et il devient son confident a qui il confie ses projets et ses aspirations. Car Barna a découvert son talent de conteur érudit qu’il cherchait en vain depuis longtemps parmi ses compagnons et il le loge dans sa grande maison centrale pour qu’il raconte et enchante ses proches et ses admirateurs chaque soir. Mais Gavir découvre aussi que pour Barna tout était question de pouvoir et qu’il envisage même un futur soulèvement de tous les esclaves qui renverseraient les maîtres des grandes maisons pour être servis par eux à leur tour. Mais c’est faux, car pour Gavir « tout est question de confiance » et non de pouvoir. Gavir se fait ensuite une amie de Diéro, une ancienne maîtresse de Barna qui a été vite remplacée par des plus jeunes. Diéro est  plus âgée que lui et elle lui fait retrouver lentement la mémoire de son passé et de la mort de sa sœur Callo qu’il avait complètement occultée avant en fuyant d’Étra. D’avoir retrouvé la tragique mémoire de la mort de sa sœur, protectrice de lui et bien-aimée, il en tombe malade et ne quitte plus sa chambre pendant longtemps, ce que Barna comprend lorsque Diéro le lui expliqua.
Gavrir apprit ensuite progressivement la situation respective et différente des relations entre les hommes et les femmes dans le village du Cœur de la forêt. Les jeunes et belles femmes sont souvent enlevées et amenées à Barna pour le distraire et le servir. Il peut à son gré en faire ses maîtresses lorsqu’il tombe amoureux d’entre elles, et aucun homme ne doit alors s’en approcher sous peine de s’exposer à ses violentes colères. Lorsqu’elles sont enceintes de lui elles sont ensuite chassées de la maison principale de Barna pour aller habiter à l’extérieur dans une des maisons des femmes, pour y faire naître et élever leurs futurs enfants. Et Barna ignore et ne revoit plus les mères et leurs enfants. Barna dans sa maison principale peut ainsi choisir et renouveler à loisir ses jeunes et belles amantes qu’il comble de cadeaux mais gare aux prétendants. C’est encore lui qui donne ensuite la permission aux hommes de vivre avec une femme choisie par eux à l’extérieur de sa maison. Il est à tout point de vue l’homme dominant de son village.
Une nouvelle venue âgée de quinze ans appelée Irad arriva chez lui accompagnée d’une enfant appelée Melle, après avoir été arrachées toutes deux par des chasseurs d’esclaves à un village situé à l’ouest de la forêt de Daneran. Barna devient éperdument amoureux d’Irad qu’il veut chaque nuit dans son lit et il va un soir jusqu’à la caresser intimement en public lors d’une de ses assemblées où contait Gavir l’Érudit. Cela déplut fortement à Irad qui s’enfuit de l’Assemblée et elle fut d’emblée poursuivie par Barna furieux hurlant après elle. Irad alla se réfugier jusque dans la pièce sous le toit attribué à Gavir et qu’elle connaissait bien car Gavir leur apprenait avec l’enfant Melle à y lire et à écrire en cachette. Barna retrouva Gavir dans la chambre de Diéro et l’accuse de tromperie en l’assommant et en lui cassant deux dents. Barma punissait mais ne blessait pas les femmes de sa maison, mais tout homme accusé de tromperie pouvait être tué par lui.

### Troisième partie:Chez les gens des Marais
Il ne restait plus à Gavir que de fuir au plus tôt Barna et à sortir de la grande forêt : Il fut aidé par les deux amis des hommes de la forêt avec qui il y était arrivé, qui lui firent passer la porte du village sans encombre, puis le guidèrent par des sentiers forestiers ignorés pour qu’on ne le retrouve pas. Il alla ensuite au sud-est jusqu’au pays du Marais dont il venait et où il espérait retrouver ses origines. Il embarqua sur une grande barge de colporteur entre les marais jusqu’à un premier village où on lui demanda son nom et son clan. Il leur dit qu’il ne connaissait que son nom de Gavir après avoir été enlevé enfant avec sa sœur par des chasseurs d’esclaves. On lui dit qu’il n’était pas de ce village et qu’il devait aller plus loin au sud vers Ferusi. Les gens des Marais qui s’appelaient les Rassiu vivaient dans cinq villages différents dont les mœurs et les coutumes différaient d’un village à l’autre.
Après deux jours de marche Gavir découvrit un village où il repéra un pêcheur qui lançait son filet et qui lui dit que c’était bien ici le village de Lac-Est en Ferusi. Il lui dit encore d’attendre le retour des barques où les pécheurs revenus iraient ensuite voir les femmes du village et auxquelles il devrait poser ses questions. Dans ce village les pécheurs disposaient à leur retour leurs poissons devant les femmes sur des tapis de roseaux tissés étalés par terre et ils recevaient en échange des plats cuisinés exprès pour eux et ils pouvaient aussi faire du troc avec leurs poissons et parfois leurs gibiers tels que des cygnes ou des oies. Le pêcheur expliqua aux femmes qu’il cherchait les siens, qu’il avait été emmené en esclavage à Ettera alors qu’il n’était qu’un bébé, qu’il ne connaissait que son nom de Gavir et que les gens du Nord lui avaient dit qu’il était peut-être un Sidoyu né à Ferusi. Les femmes l’entourèrent et l’examinèrent. Il leur dit qu’il y avait près de quinze ans on l’avait capturé avec sa sœur Callo. Une vieillarde s’écria alors « les enfants de Tano ! » Une femme des Marais à la peau foncée qui n’avait pas parlé se décida à venir le voir et lui dit qu’il était bien Gavir Aytana Sidoy donc un Sidoyu, et que Tano sa mère avait été sa jeune sœur qu’elle avait cherchée en vain ensuite. Tano ravagée de douleur avait disparu et son père était parti. Elle était sa tante Gegemer Aytano Sidoy. Il répondit ensuite à ses questions en lui disant qu’il n’avait jamais connu sa mère, qu’ils avaient été esclaves ensuite à Étra dans le grande Maison d’Arcamand où sa sœur avait été tuée. Il était ensuite parti et s’était réfugié dans la forêt de Daneran avant d’aller dans le pays des Marais pour rechercher son village, son nom et qui il était.
Sa tante Gegemer dit à Gavir de repartir avec les hommes qui s’occuperaient de lui. Il fut ensuite hébergé chez un pêcheur qui s’appelait Metter Aytana Sidoy et qui était le jeune frère de sa tante. Metter l’emmena  pêcher dans sa barque d’où il peut ensuite recevoir sa nourriture des femmes en échange de sa pêche. Il dut apprendre difficilement les coutumes des pêcheurs et leur dialecte. Ceux-ci vivaient dans une société immuable qui ne s’intéressait pas du tout aux récits des épopées et des contes que Gavir leur avaient proposé d’entendre. Un jour arriva une grande barque qui vint accoster au rivage du lac avec quatre gaillards dedans qui avaient des visages tatoués. Ils appelèrent Gavir Aytano Sidoy. Ils lui dirent qu’ils étaient les anciens de son clan, les Aytanu Sidoyou  et ils le firent monter dans leur barque pour sa première initiation qu’il aurait dû avoir bien plus jeune. Parmi les épreuves qu’il eut à subir, il fut jeté devant la barque et il lui fallut plonger sous la barque pour remonter de l’autre côté où on lui tendit une gaffe. Puis on le conduisit jusqu’en Rive-Sud, le plus grand des hameaux des Rassiu du lac Ferou, jusqu’à la Grande Maison où se déroulaient les rites d’initiation. Il fut à la fin des rites secrets tatoué d’une ligne noire depuis les tempes à la naissance des cheveux jusqu’aux deux côtés de sa mâchoire.
Plus tard il se rapprocha d’un vieux pêcheur qu’il appelait Oncle Péroc qui réparait des filets et chantait de belles chansons qu’il ne comprenait pas. Le pêcheur lui dit que les chants étaient sacrés et qu’il les apprendrait plus tard lors de sa seconde initiation. Gavir lui parla alors de ses deux pouvoirs, celui d’avoir une excellente mémoire du passé et aussi celui d’avoir des visions fugitives qui pouvaient parfois voir l’avenir. Il posa ensuite la question de savoir si c’était un pouvoir propre au peuple des Marais, les Rassiu, et qui pourrait lui dire ce que sont ses visions ? L’oncle Peroc lui dit qu’il avait peut-être un pouvoir et qu’il trouverait réponse en revenant à Rive-Sud. Il en parla ensuite à Metter qui le conduisit après dans sa barque jusqu’à Rive-Sud. Gavir voulu aller jusqu’à la Grande Maison où il avait été initié et où il n’y avait personne dans la cour. Seul un palefrenier borgne vint pour ratisser la cour et Metter lui annonça qu’il était venu avec son neveu doué d’un pouvoir de vision et qui voulait en savoir plus. Le jardinier borgne lui dit qu’il transmettrait sa question à son cousin Dorod Aytana qui était l’acolyte d’Îles-aux-Roseaux et qui viendrait voir son neveu ensuite s’il était digne de suivre sa formation. De retour à Ferusi, Gavir demanda à sa tante Gegemer Aytano qui était très intimidante envers lui, de l’aider dans sa quête. Elle accepta de lui donner des conseils à propos de ses visions et lui dit : « Tant que tu te souviendras de qui tu es, tu ne risqueras rien. Quand tes souvenirs te mèneront trop loin, tu commenceras à te perdre, à t’égarer. Ne te perds pas, fils de Tano Aytano. Accroche-toi à ce que tu es. Souviens-toi de qui tu es » puis encore « Nul autre que moi ne te mettra en garde. Prends garde à toi. Si jamais je t’aperçois quand je marche avec le lion, je te dirais ce que je vois. Tel est le seul don que je puisse te faire ». Et elle prit l’oie morte que Gavir lui avait donnée au début de sa rencontre et qu’il avait échangée contre beaucoup de poissons pêchés par lui dans le lac.
Un soir de printemps deux étrangers étaient assis sur l’appontement de la cabane de Metter. Un grand homme en blanc vêtu d’une longue robe étroite de roseau tissé se présenta ensuite sous le nom de Dorod Aytana et dit à Gavir qu’il était allé à Rive-Sud pour le rencontrer après que son cousin de la Grande Maison lui ait parlé de son pouvoir de vision. Il lui dit encore qu’il serait son professeur pour lui apprendre à étudier les voies de ses visions et connaître l’étendue de ses pouvoirs de visionnaire. « Tu étais très espéré et attendu » dit-il à Gavir qui accepta d’aller recevoir son enseignement dans son village à Îles-aux-Roseaux. Gavir fut obligé d’abord d’obéir comme un enfant aux ordres de Dorod dans sa pauvre hutte au bord du lac. Il devait jeûner un jour sur trois, ne pas marcher pieds nus par terre, rester agenouillé des journées entières dans la hutte en répétant le mot erru jusqu’à avoir trop mal aux genoux et ne plus pouvoir rester ainsi. Ils mangeaient souvent des poissons crus qu’ils pêchaient car il n’avaient pas le droit de cuisiner, cela étant réservé aux femmes. Il lui était interdit de manger des palourdes car Temec le précédent jeune novice de Dorod en était mort après que les coquillages aient été empoisonnés. Gavir se révolta des ordres sans explication de Dorod et s’apprêta à le quitter et repartir à Rive-Sud. Dorod s’expliqua enfin avec lui et lui dit qu’il voulait être son acolyte qui « lirait » et lui expliquerait ses visions, en étant guidé par lui et qu’il serait ensuite son intermédiaire avec les gens du Marais qui avaient besoin d’un visionnaire du passé et de l’avenir. Gavir avait maintenant dix-sept ans et Ubec l’ancien apprenti de Dorod n’en avait que douze lorsqu’il mourut mais il était déjà bien avancé dans le contrôle de ses visions.
Dorod compris qu’il devait discuter avec Gavir qui accepta alors de poursuivre son enseignement. Dorod lui dit « La faculté de ton âme à voir la vérité… Voilà ce que doivent suivre le visionnaire et son acolyte » puis « Tu es le regard de notre peuple mais, moi, je suis ta voix ». Dorod enseigna à Gavir ensuite les chants sacrés et les contes rituels qu’il apprit très vite grâce à sa mémorisation qui ne l’avait pas quitté. Mais après un mois il n’avait pas de visions qu’il appelait souvenirs. L’enseignement de Dorod devait l’amener à « attendre le lion » à genoux et en écartant ses pensées pour faire le silence en lui. Il était très difficile à Gavir de raconter chacune de ses visions à Dorod car il se rappelait que sa sœur Callo lui avait dit « N’en parle à personne, Gav ». Dorod lui dit avec douceur « Tu as peur. Il est effrayant de savoir le lion en approche. Ne crains rien. Je serais avec toi . Va sur l’appontement. Attends le lion ». Gavir sans conviction s’agenouilla sur le plancher, respira et fit le silence en lui. Il eut conscience d’une lionne noire dans son dos et ne se retourna pas. Il eut alors la vision de la cour ensoleillée d’une maison familière où une jeune fille venait le saluer, puis d’une rivière qu’il traversait à gué avec un lourd fardeau sur les épaules. Dorod lui dit de rentrer dans la hutte car il avait fait un long voyage puis de lui raconter ses visions qui étaient comme de voir à travers les yeux d’un enfant. Dorod lui dit ensuite qu’il devait voyager en homme et élargir sa vision au monde entier, dans l’infinité du temps et de l’espace. Car un visionnaire homme « Il chemine avec Amba et vole avec hassa. Il va en compagnie du Seigneur des Eaux ». Gavir n’en était pas encore là et sa tante l’avait prévenu de se souvenir de lui-même et de ne pas aller plus loin.
Dorod lui dit que pour dépasser ses visions d’enfant, il lui fallait obéissance et confiance envers lui, sinon qu’il perdrait progressivement ses visions puériles. Gavir accepta de jeûner encore un jour sur trois, de manger des œufs de cannes et d’oiseaux sauvages sacrés. Il dut aussi manger cru une racine appelée shardissou  et de petits morceaux d’un minuscule champignon appelé éda qui poussait au cœur des bosquets de saules, et qui lui donnaient la nausée. Il finit par sentir son être se libérer et en répétant sans cesse hassa, hassa il se laissa enlever par les ailes d’une oie sauvage ou d’un cygne. Il vola jusqu’à traverser un fleuve chargé d’un lourd fardeau qu’il posa par terre pour retrouver des ailes de héron, puis de s’écrouler dans la boue du sol de la hutte. Il fut très malade ensuite et vomit à répétition avec des mouvements convulsifs de l’estomac et de la poitrine, après avoir dîné avec Dorod qui le félicita et le rassura. À son réveil Dorod lui demanda ses visions, mais il était perdu parmi des gens et des espaces qu’il n’avait jamais vus  et dont il ne gardait pas de souvenirs. Nauséeux et tenant à peine debout, Dorod le fit boire et manger. Il eut encore de brèves visions de visages, Cuga se pencha sur lui, Hoby s’approchait de lui dans le couloir, puis une femme qu’il reconnut et dont il prononça son nom - Gegemer. Mais elle était là et elle lui dit « Mon neveu. Je t’avais dit que si je te voyais en pensée, je te le dirais. Tu t’en souviens ». Elle était dans l’entrebâillement de la porte de la hutte et elle lui dit Modèle:CFitation. Gavir lui répondit « Emmenez-moi avec vous ». Dorod s’interposa mais sa tante lui reprocha de lui avoir donné de l’éda et qu’il laisse Gavir partir avec elle, sinon elle l’humilierait devant les anciens Aytanou et les femmes de son village et sa honte ne serait jamais oubliée. « Gavir… à toi de choisir » qui dit alors à sa tante « Emmenez-moi ».
Dorod revint avec les affaires de Gavir qu’il lui rendit : son couteau, son matériel de pêche, son livre enveloppé de roseau tissé et sa vieille couverture. Ils partent ensuite avec Gegemer dans son esquif de femme sur le lac, jusqu’à une hutte du Lac-Est située entre les villages des femmes et des hommes. Là elle pouvait le soigner car il était malade, ses errances continuaient et il était très affaibli. Sa tante lui raconta qu’elle avait recherché sa mère et pris de l’« éda » pour avoir des visions d'elle qui ne lui avaient pas été données, mais qu’au contraire elle avait été malade ensuite pendant des mois. Gavir repris lentement des forces et revint dans la lutte de Metter. Il comprit qu’ayant été volé enfant à son peuple c’était comme si on avait volé ce peuple à cet enfant et que jamais il ne pourrait en faire partie. Il devait donc partir et sa tante lui avait dit « Va vers le nord. Traverser deux larges fleuves. La Simulane et la Sensale, sans doute ». La cité d’Asion était au nord-ouest de la Simulane. Celle de Mesun était sur la rive nord de la Sensale. Une célèbre université était à Mesun où le poète Orrec Caspro vivait. Dans la hutte de Metter il ouvrit au hasard une page de son livre sorti de son enveloppe de roseau. Il lu un poème où le cygne était appelé le Seigneur des Eaux et où le héron était hassa. D’où Orrec Casoro connaissait-t-il c’est noms sacrés ? Était-il un Rassiu, un homme des Marais ? Était-il un visionnaire ? Plus tard, sa tante vint à lui et lui raconta sa vision en lui disant « – Gavir, j’ai vu un homme à ta poursuite. Un homme qui est ta mort – Sauve-toi, fils de ma sœur ».

### Quatrième partie:À la recherche d’Orrec Caspro
Sa tante raconta à tout le monde qu’il tiendrait compte de sa vision et allait partir. Il reçut des cadeaux des femmes dont une couverture de roseau tissé et il partit vers l’est le lendemain. Il n’avait pas d’argent et décida de retrouver la caverne de Cuga. Puis il quitta les Marais et repartit vers le nord dans les collines. Mais au soir il fut complètement perdu et adossé à un jeune chêne il dit « – Oh Ennu, guide-moi à présent ». Il vit alors une lionne noire entrer dans la clairière qui s’arrêta et le regarda droit dans les yeux. « – Ennu-Amba » dit-il sans voix. La lionne repartie dans les bois et il décida de la suivre dans la même direction. Il remercia Ennu puis il retrouva le cours d’eau qui baignait le domaine de Cuga, jusqu’à arriver à sa grotte. Mais Cuga n’y était pas. Il découvrit à l’intérieur ensuite, tout au fond, les objets précieux de Cuga comme ses deux lames et l’aumônière pleine d’argent qu’il lui avait donné et qu’il reprit. En sortant il trouva sur la berge près du ruisseau le corps de Cuga qui était tombé et qu’il enterra à l’écart de la rivière, avec sa boîte à sel en métal qui était son plus grand trésor. Il pria Ennu et reparti vers le nord dans la forêt où l’un des hommes du village de Barna le retrouva pour lui apprendre une triste nouvelle. Le village du Cœur de la forêt avait été attaqué par les armées conjointes des Cités-États d’Étra et de Casicar. Elles avaient brûlées les maisons en bois du village, décapité Barna et tués ses habitants, sauf deux colonnes d’esclaves enchaînés et choisis qu’ils avaient répartis entre les deux vainqueurs.
Gavir alla jusqu’au Cœur de la forêt où les maisons incendiées fumaient encore. Une petite fille qui s’était cachée et avait survécu l’appela et se précipita sur lui en s’accrochant désespérément à sa jambe. Il reconnut en elle Melle, l’enfant qu’Irad voulait à tout prix protéger de sa vie devant Barna, et il décida de l’emmener avec lui. Gavir donna à manger à Melle affamée, qui à huit ans était très affaiblie, et elle l’assura qu’elle le suivrait à pieds jusqu’à Mesun qui était dans la région d'Urdile pour  aller rencontrer Orrec Caspro. Elle lui dit que sa sœur Irad avait été emmenée comme esclave par les soldats. Gavrir lui dit qu’elle devait se faire passer pour un jeune garçon et elle décida de s'appeler Miv tandis que lui s’appellerait Avvi par sécurité lors de leur long voyage. Ils arrivèrent près du premier grand fleuve de la Somulane que Gavir franchit à gué très dangereusement en portant Melle sur son dos, puis en arrivant sur l’autre rive ils furent dans la région de Bendile. Pour acheter des provisions au prochain village Gavir sorti sa lourde aumônière et Melle lui dit qu’ils devait ne garder que les pièces de bronze et coudre sur eux les pièces d’argent et d’or. 
En suivant le fleuve ils arrivèrent à une ville où ils achetèrent de quoi coudre et un pendentif de chat sculpté pour Melle. Ils allèrent ensuite dans l’auberge de Rami où déguisée en garçon Melle mangea, puis elle cousu quatre pièces d’or dans leurs vêtements ; après épuisée elle y reprit ses forces et y dormit quatre nuits. Dans la salle de l’auberge un soir Gavir entendit une histoire racontée par un nouvel arrivant, à propos d’un jeune esclave d’Étra, très doué pour réciter n’importe quoi, qui venait des Marais et qui valait bien cent pièces d’or pour ses maîtres. Cet esclave s’était enfui en abusant d’une fille de la maison et  en emportant un sac d’or. Mais le fils de la maison possédait un esclave loyal qui jura de retrouver le fugitif et de le ramener pour qu’il soit châtié pour avoir humilié ses maîtres. Il était parti à sa recherche et avait retrouvé sa trace chez Barna dont il était devenu le conteur érudit attitré. Il le poursuivait maintenant en Bendile après l’avoir cherché ensuite dans les Marais. Un citadin qui le regardait par-dessus sa chope de bière  demanda à Avvi puisqu’il était des Marais, ce qui se voyait à sa tête, s’il ne connaissait pas ce fameux esclave ? Gavir secoua la tête comme avec indifférence et décida de partir de suite le lendemain vers le second fleuve. Ensuite la femme aubergiste qui avait reconnu la fille sous les habits de garçon de Miv, lui indiqua un charretier pour remonter plus au nord-est vers le prochain village. Elle accepta une pièce d’argent de Gavir tout en embrassant Melle et en la recommandant à Chance et à Ennu. Après le village ils repartirent à pieds puis dormirent près d’un petit cours d’eau où Gavir se réveilla, effrayé d’avoir rêvé de Hoby qui le pourchassait sans arrêt avec sa haine aveugle et sa rancœur. Ils repartirent et rencontrèrent un vacher solitaire qui accepta leur compagnie. Le vacher les aida en leur disant que le fleuve Sensale qu’ils cherchaient était très loin à l’est mais que l’Ambarre plus proche en était un affluent qu’ils pourraient prendre en trouvant une péniche près d’une ville au bord du cours d’eau qui les  conduirait jusqu’au fleuve. Ils arrivèrent dans la petite ville en apprenant de l’aubergiste qu’il n’y aurait pas de péniche avant le lendemain. Ils décidèrent de passer une nuit à l’auberge puis embarquèrent le lendemain en décidant de dormir sur le pont et en payant une pièce d’argent pour leur traversée. Lorsque la péniche quitta le quai pour prendre le courant, un homme déboula sur le quai, c’était Hoby. La péniche était lente et faisait de fréquents arrêts. Melle se prit d’amitié pour les poules sur la péniche et elle leur donna des graines et des noms. Ils quittèrent la péniche avant la ville du confluant où pouvait les attendre Hoby et suivirent le cours d’eau vers l’est en cherchant un gué pour traverser la Sensale proche. Trois jours après ils trouvèrent un passage dans le grand fleuve Sensale où étaient passés des hommes et des chevaux et ils aperçurent au loin un homme à cheval qui accourait vers eux. Melle grimpa sur le dos de Gavir qui lui dit de bien s’accrocher à son cou et il entra dans ;le gué en luttant pour ne pas être emporté par les forts courants, et en obliquant vers la droite de plus en plus ils arrivèrent enfin sur la berge. Gavir se retourna et vit que seul le cheval sans son cavalier luttait toujours contre le courant et sortit finalement des rapides du fleuve, mais son cavalier avait disparu. Melle dit à Gavir « Il faut nous sauver » et il lui répondit avant de s’écrouler au sol « Nous sommes déjà sauvés ».
Réveillé, la peur de Gavir s’était envolée. Ils avaient traversé le second fleuve et étaient sauvés. Hoby aurait pu traverser le fleuve, mais la déraison lui répétait « Tout va bien, il n’est plus là, le lien est rompu ». Ils repartirent dans l’Urdile et au bout de cinq jours arrivèrent à Mesun. Des étudiants interrogés leur indiquèrent l’université tout en haut sur la colline et le choix entre deux auberges où il y avait des puces à la Caille ou des punaises au Chien hurleur. Ils firent halte à La Caille pour une nuit. Le lendemain ils retrouvèrent les étudiants qui leur indiquèrent autour d’une bière la maison d'Orrec Caspro. Ils allèrent ensuite s’acheter des vêtements propres. Gavir avait repris à l’auberge ses affaires et ils arrivèrent à la maison de Caspro qui était adossée à la roche de la colline. Après avoir frappé, une jeune et belle femme blonde les reçut et leur demanda leurs noms. Elle s’appelait Nemar Galva et elle alla prévenir Orrec Caspro de leur visite. Melle fit « Oh » et s’exclama quand elle vit au bout du couloir une lionne couleur du sable. Gavir s’exclama Ennu. Une femme apparut alors qui leur dit « N’ayez pas peur, c'est une ligresse née d'une tigresse et d'un lion. Nous l’avons recueillie toute petite et elle est parfaitement apprivoisée. Elle adore être caressée sur sa crinière ». C’était Gry Barre l’épouse de Caspro qui leur présenta Shetar, la ligresse, qui vint à sa demande leur faire une révérence avec les pattes allongées devant au sol. Nemar revint et dit à Gavir qu’il pouvait monter voir Orrec Caspro au premier. Tout intimidé Gavir arriva dans la pièce sombre sous une haute fenêtre avec une table pleine de livres et il reconnut la pièce et la voix de Caspro. Il avait vu et entendu tout cela avant. Orrec Caspro le mit à l’aise et lui demanda son histoire et celle de Melle. Il lui dit que sa mère et sa fille dans les Entre-Terres du Nord dont il venait s’appelaient aussi Melle. Gavir lui donna son exemplaire des Cosmologies et lui récita la strophe qui se terminait par Liberté. Caspro le remercia et lui fit ensuite raconter de nouveau leurs récits devant Nemar et Gry. Puis il testa la mémoire de Gavir d'un rare poème dont il raconta la suite. Gavir lui dit qu’il avait peu d’argent à lui donner. Castro lui dit alors qu’ils pouvaient tous deux habiter deux chambres au grenier où avaient été des étudiantes, et qu’il l’engageait comme copiste dont il avait bien besoin. Il devrait d’abord acquérir la citoyenneté d'Urdile puis s'inscrire à l’université comme libre citoyen. Il devrait aussi apprendre l’aritan, une autre langue différente, l’ancêtre et la mère d’une tout autre poésie. Gavir lui parla enfin de sa vieille ambition d’écrire une histoire des Cités-États et Caspro lui dit qu’il trouverait toutes les archives pour cela dans la bibliothèque de l’université et le sanctuaire des Patriarches. « Très bien voilà .qui est réglé, Allez donc chercher vos affaires à La Caille et installez-vous » leur dit Caspro. Gavir hésitait, incrédule et Caspro lui dit alors « Ne m’as-tu pas vu, voilà maintenant la moitié de ta vie, dans tes visions, prononcer ton nom ? N’était-ce pas pour me rencontrer que vous avez fait tout ce chemin, martela-t-il avec une douceur farouche. Si un guide nous montre la voie à suivre, qui sommes-nous pour le remettre en question ? »

## Éditions
- Powers, Ursula K. Le Guin, septembre 2007, Harcourt, 502 pages  (ISBN 9780152057701) ;
- Pouvoirs, Ursula K. Le Guin, mars 2011, traduit de l'anglais par Mikael Cabon, éd. L'Atalante, coll. La Dentelle du cygne, 416 pages  (ISBN 978-2841725366).

### Chronique des rivages de l'Ouest
- Dons
- Voix
- Pouvoirs